# Австралийский меринос

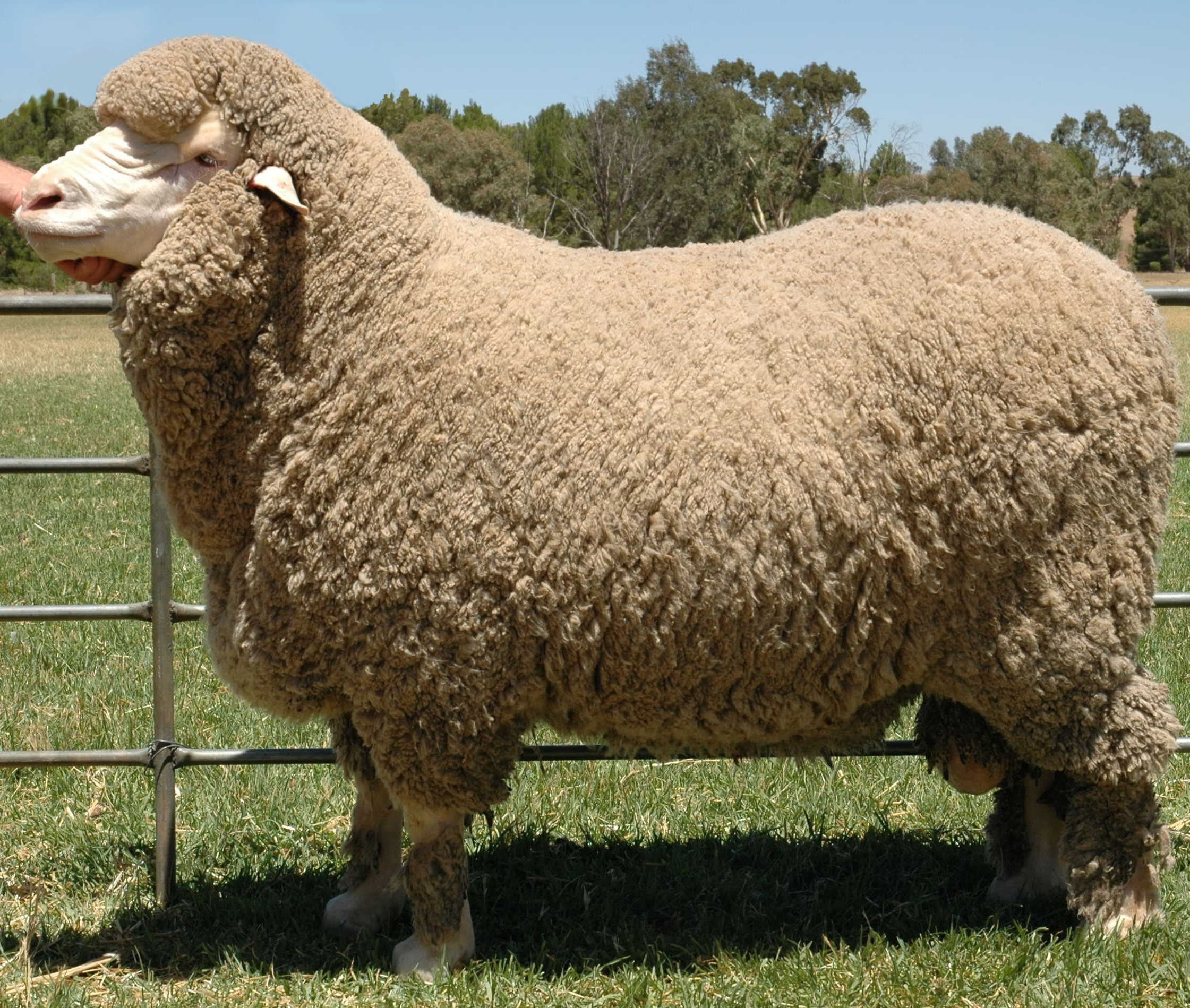
Баран породы австралийский меринос

Австралийский меринос — порода тонкорунных овец, выведенная в Австралии. Эта разновидность мериносов не имеет рогов.

## История происхождения
Основой послужили мериносовые овцы, завезённые в XVIII веке из Англии, Испании и Германии. Позднее для скрещивания использовались французские рамбулье и американские вермонты[en].

## Типы
В результате скрещивания создано несколько типов тонкорунных овец, имеющих существенные различия по экстерьеру и качеству шерсти:
- тип файн (англ. fine «хороший, отличный, превосходный») — овцы бесскладчатые, с очень тонкой шерстью — 70-го качества и выше. Живая масса (живой вес) баранов — около 70 кг, маток — 35-40 кг. Распространены в районах с относительно низкой температурой и большим количеством осадков;
- тип медиум (лат. medium «середина»); подтипы пепин и нонпепин[en] — овцы с 2-3 складками. Шерсть — 64-го, 65-го и 66-го качества. Живая масса баранов — 75-85 кг, маток — 40-44 кг. Разводятся на плодородных сухих равнинах;
- тип стронг (англ. strong «сильный») — более крупные овцы, чем медиумы. Шерсть — 58-го, 59-го и 60-го качества. Живая масса баранов — 80-95 кг, маток — 42-48 кг.

Настриг шерсти с баранов австралийских мериносов — 9-10 кг, наибольший — до 20 кг; с маток — 4-5 кг, наибольший — до 10 кг. Общим для мериносов всех типов является высокое по сравнению с другими породами качества шерсти.
В Австралии мериносы составляют 80 % всего поголовья овец. Во многих странах австралийских мериносов используют в качестве улучшателей: в СССР с их участием выведена грозненская порода овец.